# شايبه إس إف-34
شايبه إس إف-34 (بالإنجليزية: Scheibe SF 34)‏ هي طائرة شراعية، بمقعدين. أنتجت في ألمانيا. من صناعة شايبه. كان أول طيران لها في 28 أكتوبر 1978. صنع منها 26 طائرة.